# Carollia sowelli
Carollia sowelli е вид бозайник от семейство Phyllostomidae.

## Разпространение
Видът е разпространен от Сан Луис Потоси (Мексико) през Централна Америка до Западна Панама.